# Chelton Provincial Park
Chelton Provincial Park är en park i Kanada.   Den ligger i provinsen Prince Edward Island, i den östra delen av landet, 900 km öster om huvudstaden Ottawa. Chelton Provincial Park ligger 24 meter över havet.
Terrängen runt Chelton Provincial Park är platt. Havet är nära Chelton Provincial Park åt sydväst. Närmaste större samhälle är Summerside, 9,3 km norr om Chelton Provincial Park. 
Trakten runt Chelton Provincial Park består till största delen av jordbruksmark.